# Ярема (седловина)
Седловината Ярема е нископланински проход (седловина) в Западна България, между планините Витоша на северозапад и Плана на югоизток, в Област София и Община Самоков, Софийска област.
Проходът е с дължина 7,4 km, а надморската височина на седловината е 1295 m. Той свързва южната част на Софийската котловина на север с най-северозападната част на Самоковската котловина на юг. Проходът започва южно от село Железница, при разклона за село Плана на 1132 m н.в. и се насочва на югозапад. След 4,3 km в района на вилната зона Ярема достига до седловината на 1295 m н.в. Оттук започва спускане на юг към Самоковската котловина и след 3,1 km исеверно село Ковачевци слиза от планината и завършва на 1136 m н.в.
През прохода и седловината преминава участък от 7,4 km от Републикански път III-181 София – Железница – Поповяне (от km 15,1 до km 22,5). Поради важното си транспортно значение пътят се поддържа целогодишно за преминаване на МПС.

## Вилна зона „Ярема“
От 2023 година до вилна зона „Ярема“, разположена в седловината и намираща се над село Железница, се движи автобус на столичния градски транспорт - това е линия 69. До вилната зона се движат по 17 курса на ден през делничните дни и по 10 през почивните дни - останалите курсове стигат само до местността „Царева махала“. 
Курсовете до вилна зона „Ярема“ спират на махала „Лъката“, „Ваклинови кошари“, Природен парк „Витоша“, както и при параклис „Свети Мина“, където има изградени пейки и беседка, и спирка „в.з.Ярема“ - при последните две спирки се намира центърът на вилната зона, където е разположен ресторант-хотел. 

## Топографска карта
- Лист от карта K-34-59. Мащаб: 1 : 100 000.